# Łukasz Garguła
Łukasz Garguła (* 25. Februar 1981 in Żagań, Polen) ist ein ehemaliger polnischer Fußballspieler.

## Karriere

### Verein
Der Mittelfeldspieler spielte von 2002 bis 2009 beim polnischen Erstligisten GKS Bełchatów. 
Im Januar 2009 unterschrieb Garguła einen Fünf-Jahres-Vertrag bei Wisła Krakau, welcher ab dem 1. Juli 2009 in Kraft trat. 2011 wurde er mit dem Verein polnischer Meister. 2015 wechselte er zum Zweitligisten Miedź Legnica, mit dem er 2018 in die Ekstraklasa aufstieg. Nach einem weiteren Jahr dort schloss er sich 2019 dem Drittligisten Lechia Zielona Góra an, bei dem er 2021 seine Karriere beendete.

### Nationalmannschaft
In der polnischen Nationalmannschaft debütierte Garguła am 2. September 2006 bei der 1:3-Niederlage gegen Finnland, wo ihm das einzige Tor gelang. Der polnische Nationaltrainer Leo Beenhakker nominierte ihn für die EM 2008 in Österreich und der Schweiz, wobei er beim Turnier jedoch nicht zum Einsatz kam. Insgesamt absolvierte Łukasz Garguła bis 2009 16 Spiele für Polen, in denen er ein Tor schoss.